# آرسنال دیزاین
آرسنال دیزاین (روسی: Конструкторское бюро «Арсенал») شرکت صنایع جنگ‌افزاری روس است، که در سال ۱۹۴۹ تأسیس شد.